# Émile Bertaux

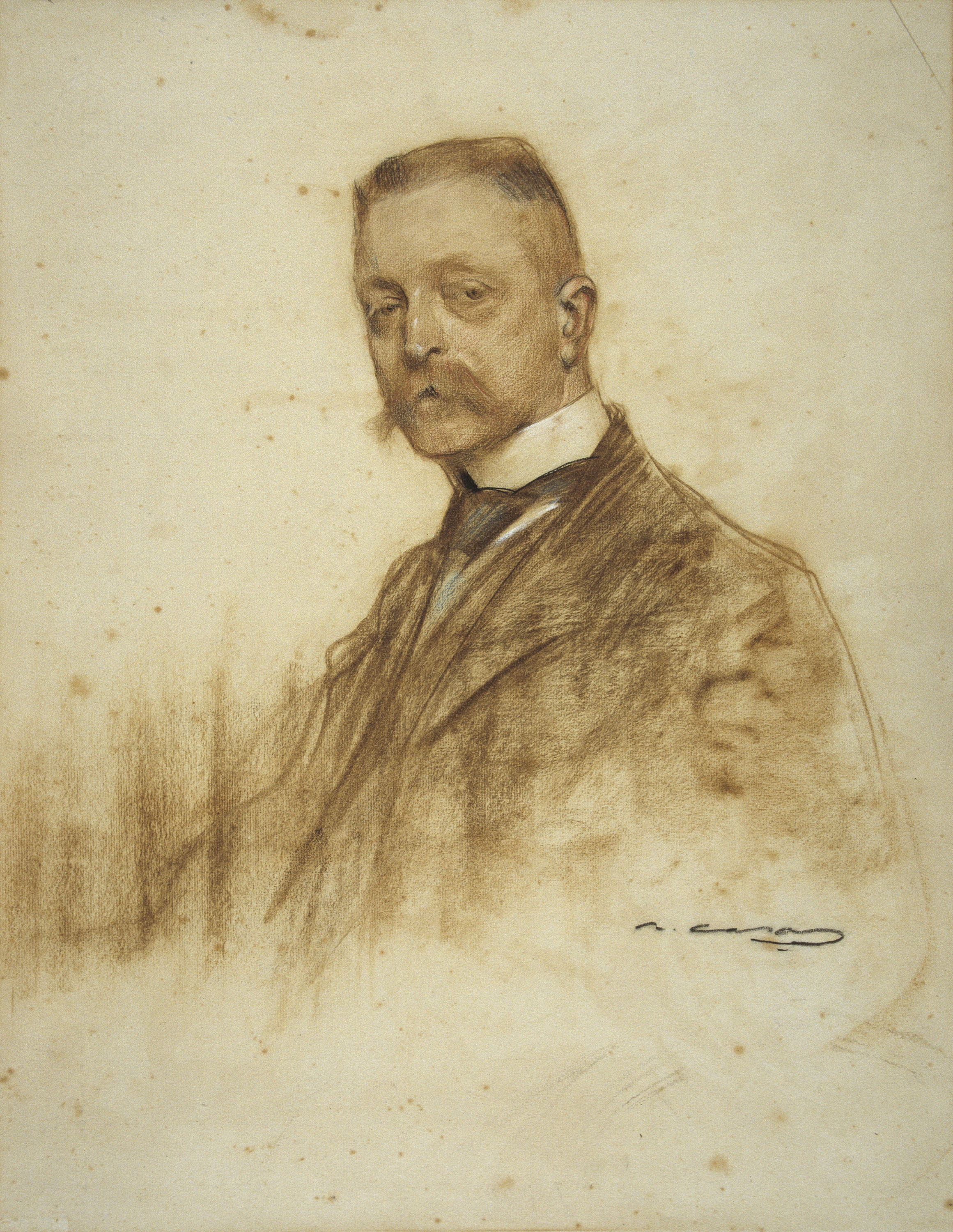
Émile Bertaux ritratto da Ramon Casas

Émile Bertaux (Fontenay-sous-Bois, 23 maggio 1869 – Parigi, 8 gennaio 1917) è stato uno storico dell'arte francese.

## Biografia
Émile Bertaux divenne professore di storia dell'arte cristiana del Medioevo alla Sorbona. Fu poi direttore degli studi per la sezione di storia dell'arte all'Istituto francese di Firenze (1909), e primo direttore del museo Jacquemart-André dal 1912 e caporedattore della Gazette des fine arts. Si dedicò principalmente allo studio della storia dell'arte e fu autore dei volumi corrispondenti alla pittura ispanica del tardo medioevo nella Histoire de l'Art di André Michel. Partecipò alla prima guerra mondiale come tenente-interprete ed in seguito promosso capitano a capo dei servizi segreti della direzione aeronautica e divenne aviatore .
Il capitano Bertaux effettuò così missioni aeree, in particolare sul Fronte italiano a Gorizia dove operava Gabriele D'Annunzio.
Morì a Parigi nel 1917 a seguito di una malattia contratta durante una missione nella Somme.

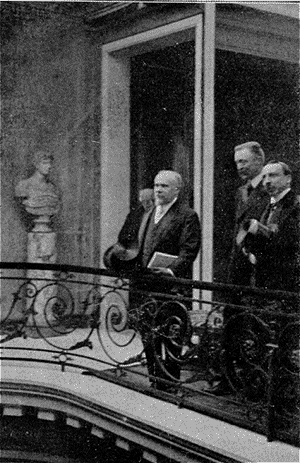
Émile Bertaux nel 1913

Il suo nome è inciso nel Pantheon sul muro in memoria degli scrittori morti per la Francia.

## Opere principali
- Per la storia dell'arte nel Napoletano: Sant'Agata dei Goti: note, in Napoli nobilissima, vol. 5, n. 1, Napoli, Arte tipografica, 1896,  pp. 3-9, ISSN 0027-7835 (WC · ACNP), SBN NAP0577334. URL consultato il 28 luglio 2023.
- I monumenti medievali della regione del Vulture (supplemento), in Napoli nobilissima, vol. 6, Napoli, 1897,  pp. I-XXIV, ISSN 0027-7835 (WC · ACNP), SBN NAP0578342. URL consultato il 28 luglio 2023.
- Santa Maria di Donna Regina e l'arte senese a Napoli nel secolo XIV, collana Documenti per la storia e per le arti e le industrie delle provincie napoletane, vol. 1, Napoli, Francesco Giannini e figli, 1899, SBN SBL0728457. URL consultato il 28 luglio 2023.
- (FR) L'art dans l'Italie méridionale, Paris, Albert Fontemoing, 1903, SBN NAP0120245. URL consultato il 28 luglio 2023.
- (FR) Rome, collana Les Villes d'art célèbres, Paris, Libraire Renouard H. Laurens, 1904-1905, SBN RML0136083.
- (FR) Donatello, collana Les Maîtres de l'art, Paris, Plon-Nourrit et C.ie, 1910, SBN NAP0098202.